# Гимназия № 2 (Вологда)
Гимназия № 2 — одно из старейших учебных заведений г. Вологда. Полное наименование — Муниципальное образовательное учреждение «Гимназия № 2», учредитель — муниципальное образование «город Вологда».

## История
Основана 20 августа 1935 года. В 1935—1937 годах носила название — неполная средняя школа № 11, в 1937—1943 годах — средняя школа № 26, в 1943—1954 годах — средняя мужская школа № 2, в 1954—1991 годах — средняя школа № 2, с 1991 года — МОУ «Гимназия № 2».
Неполная средняя школа № 11 изначально располагалась на ул. Лассаля в двух зданиях. Одно — двухэтажный специально построенный корпус, а второе — бывший одноэтажный жилой дом, переделанный для учёбы младших классов. В 1997 году начальные классы были перемещены в отдельное отремонтированное здание (ул. Галкинская, 32-а).
В 2006—2011 годах гимназия участвовала в реализации Программы развития «Создание модели школы развивающего образования на основе компетентностного подхода». В 2006 году Гимназия стала победителем конкурса общеобразовательных учреждений, внедряющих инновационные образовательные программы в рамках Приоритетного национального проекта «Образование», и получила грант в размере 1 млн рублей.
В 2010 году гимназия приступила к введению Федеральных государственных образовательных стандартов начального общего образования в статусе пилотной площадки. В рамках этой программы особое внимание уделялось исследовательской деятельности учеников. На внеклассных занятиях внедрялся «читательский дневник».
По итогам 2009—2010 учебного года гимназия была награждена дипломом Управления образования Администрации города Вологды «Лучшее образовательное учреждение года» и внесена в национальный реестр «Ведущие образовательные учреждения России» (свидетельство № 10167 от 13 января 2011 г.).
В 2011 год гимназия победила на конкурсе общеобразовательных учреждений Вологодской области, внедряющих инновационные образовательные программы, и получила грант в размере 1 млн рублей. В 2012 году в гимназии началась реализация программы «Комплексный проект введения ФГОС общего образования».
В 2017 году гимназия № 2 вошла в список 500 лучших школ России.

## Руководство
Директор: Степанова Наталия Юрьевна, к.п.н., Заслуженный учитель Российской Федерации.